# 秋田県道2号大館十和田湖線
秋田県道2号大館十和田湖線（あきたけんどう2ごう おおだてとわだこせん）は、秋田県大館市から鹿角郡小坂町を経由して鹿角市に至る県道（主要地方道）である。愛称は樹海ラインである。

## 概要
大館市長倉交差点・国道7号交点から北上し、御成町で東に折れ、再び大館市有浦で国道7号と交差する。大館市街地を抜けると長木川沿いに山間部を東に向かい、東北自動車道 小坂IC入口交差点から小坂町中心部を経て、鹿角市十和田大湯字大平付近で国道103号に合流する。

### 路線データ
- 総延長 : 46.211 km[2]
- 実延長 : 46.171 km[2]
- 起点 : 秋田県大館市大館51番3地先（国道7号交点・長倉交差点）[3]
- 終点 : 秋田県鹿角市十和田大湯字大湯国有林47林班の小班（国道103号交点、発荷峠）[3]
- 未供用区間 : なし[2]

## 歴史
- 1954年（昭和29年）12月2日 - 大館小坂線の名称で、大館市二本杉下（国道7号・交点）[4]から鹿角郡小坂町大字小坂小字上小坂（大鰐毛馬内線・交点）までが主要地方道として県道に認定される[5]。
- 1972年（昭和47年）3月30日 - 大館十和田湖線として県道に認定される[3]。
- 1990年（平成2年）10月12日 - 小坂IC（東北自動車道）が供用を開始する。
- 1993年（平成5年）
  - 5月11日 - 建設省から、県道大館十和田湖線が大館十和田湖線として主要地方道に再指定される[6]。
  - 10月18日 - 当県道を活用するため秋田県・大館市・交通機関で組織する「樹海ライン活用懇談会」が発足、「樹海・とわだこ号」（秋北バス）を11月10日まで運行[7]。
- 1998年（平成10年）12月5日 - 当道路の起点で接続していた国道103号（=重複国道104号）が、大館南バイパスの供用開始とともに市道に変更になる。
- 2001年（平成13年） - 雪沢大橋と連続する雪沢トンネルが開通し、清風荘付近のバイパスが供用を開始した。旧道は2002年（平成14年）3月29日に認定解除され、バイパスが現道となる[8]。
- 2002年（平成14年）3月8日 - 鹿角郡小坂町小坂鉱山字尾樽部地内のバイパス (2.06km) が供用開始し[9]、2003年（平成15年）10月10日に現道となる[10]。
- 2011年（平成23年）
  - 6月6日 - 雪沢大橋のケーブルが破断し、雪沢大橋と連続する雪沢トンネルおよび立石橋が長期間通行止めになる[11]。
  - 6月15日 - 通行止め区間が、迂回路（旧道）を経由し通行可能になる[11]。
- 2012年（平成24年）9月26日 - 雪沢大橋の補修工事が完了し、雪沢大橋と連続する雪沢トンネルおよび立石橋の通行止めが解除になる[12]。
- 2013年（平成25年）8月9日 - これまでにないような大雨により、9時30分ころ一ノ渡橋付近で土砂崩れがあり路面が崩落する[13]。

## 路線状況
起点の長倉交差点から約200 mは羽州街道の一部で、起点の長倉交差点は、とくに冬期の夜間に右左折時の対車両、対歩行者との接触事故が多発している地点である。
大館市内から十和田湖までの並行道路はほかに国道103号があるが、国道103号は大きく南へ迂回し、十和田ICを経由し、鹿角市十和田大湯中滝から発荷峠まではつづら折れになっている。小坂町から発荷峠まで急カーブも少なく風雪よけのドーム、途中に道の駅、展望台駐車場など休憩施設も完備している当道路は、大館市方面および東北自動車道から十和田湖への短絡ルートとして使用される。
大館市街地 - 小坂町小坂鉱山の区間には、2013年11月30日に秋田自動車道（日本海沿岸東北自動車道・新直轄方式）が北側の山中に並行して開通した。

### 重複区間
- 秋田県道21号大館停車場線（大館市御成町2丁目交点- 大館市有浦1丁目終点）360 m[2]

### 冬期閉鎖区間
- なし[16]

### 交通不能区間
- なし[17]

### 道路施設
- 大館大橋（長木川）
- 一ノ渡橋（長木川）
- 二ノ渡橋（長木川）
- 立石橋（長木川）：雪沢トンネルに連続する。
- 雪沢トンネル
  - 253メートル、雪沢大橋へ連続する。
- 雪沢大橋（長木川）
  - 177.1メートル、3径間連続エクストラドーズド・プレストレスト・コンクリート (PC) 橋）[18]

## 地理

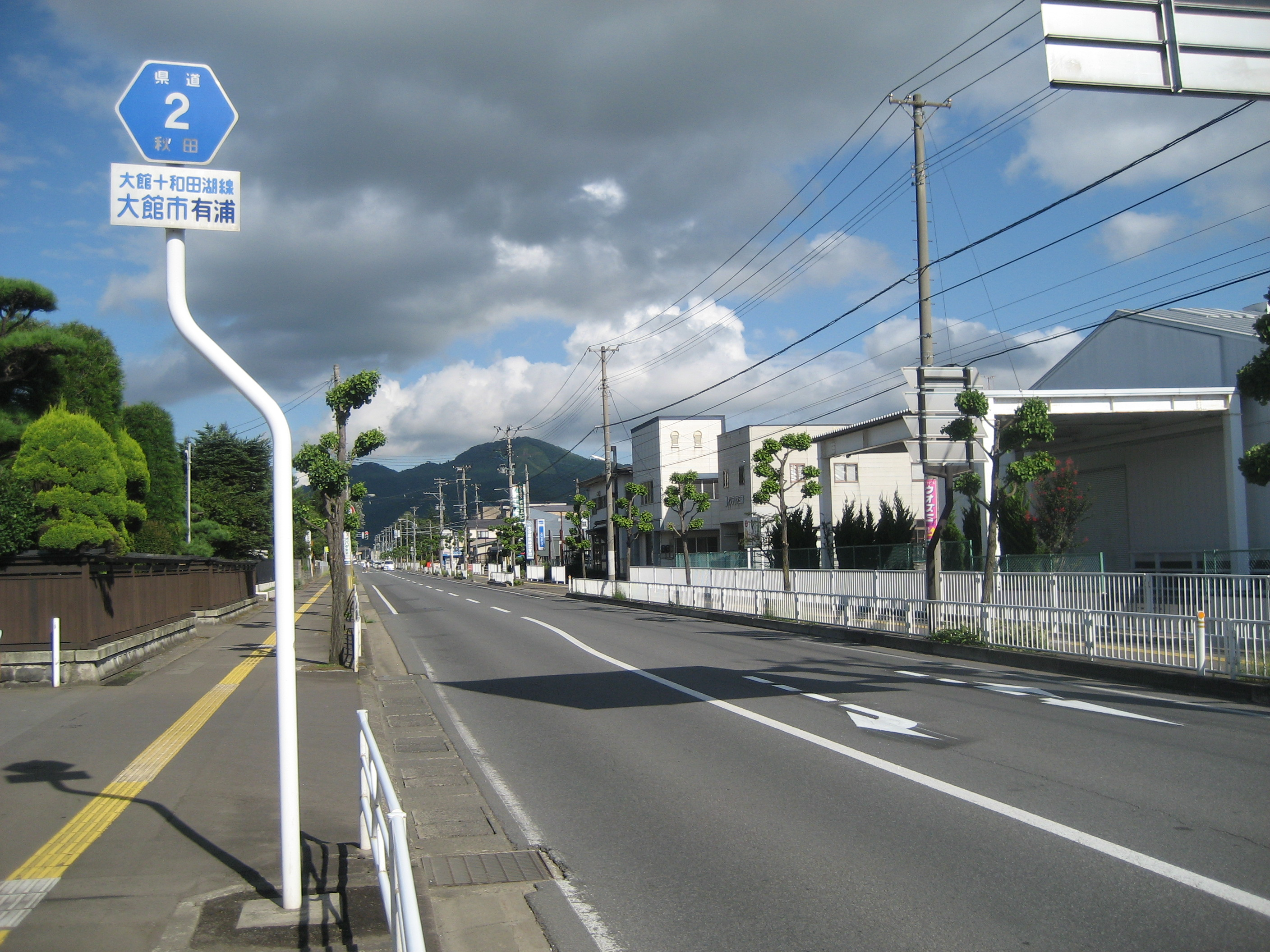
大館市有浦付近

当県道は小坂ICのアクセス道路であるが、大館市内からは上り（盛岡）方面は国道103号経由十和田ICを、下り（青森）方面へは国道7号経由碇ヶ関ICを利用する場合と比べ、距離・時間ともに遠回りになる。
御成町2丁目から小坂町中心部までは、小坂製錬小坂鉄道が2009年まで並行して通っていた。小坂線の線路・駅舎跡ならびに鉄橋、当県道の踏切跡（新沢駅付近や雪沢トンネル付近の旧道・一ノ渡橋付近）がそのまま残っていて、2012年4月にDOWAメタルマイン・小坂製錬所有の施設が大館市に無償譲渡され、線路跡は観光用レールバイクなどの娯楽施設として活用されている。

### 通過する自治体
- 大館市
- 鹿角郡小坂町
- 鹿角市

### 交差する道路
| 施設名                              | 接続路線名                      | 備考                             | 所在地                                                      |
| ----------------------------------- | ------------------------------- | -------------------------------- | ----------------------------------------------------------- |
| 市道（旧国道103号・羽州街道）へ連続 |                                 |                                  |                                                             |
| 長倉交差点                          | 国道7号                         | 起点                             | 大館市大館                                                  |
| 大館大橋                            | 〈長木川〉                      |                                  | 大館市水門前 大館市御成町4丁目                              |
| 御成町2丁目交差点                   | 秋田県道21号大館停車場線        |                                  | 大館市御成町2丁目北緯40度17分0.77秒 東経140度33分34.5秒     |
| 有浦1丁目交差点                     | 国道7号                         | 県道21号終点                     | 大館市有浦1丁目北緯40度17分0.44秒 東経140度33分49.88秒      |
| 一ノ渡橋 二ノ渡橋                   | 〈長木川〉                      |                                  | 大館市雪沢                                                  |
| 立石橋 雪沢トンネル 雪沢大橋        | 〈長木川〉 - 〈長木川〉         |                                  | 大館市雪沢                                                  |
|                                     | 秋田県道313号雪沢十和田毛馬内線 | 県道313号起点                    | 大館市雪沢字水沢谷地北緯40度16分59.42秒 東経140度41分9.35秒 |
| 小坂IC入口交差点 小坂高校前バス停   | 小坂IC - 東北自動車道           | バス停は高速バス・路線バスが停車 | 鹿角郡小坂町小坂北緯40度19分19.6秒 東経140度43分37秒        |
| 五十刈交差点                        | 国道282号                       |                                  | 鹿角郡小坂町小坂北緯40度19分27.6秒 東経140度44分29.76秒     |
| 道の駅こさか七滝                    |                                 | 七滝                             | 鹿角郡小坂町上向北緯40度21分24.34秒 東経140度46分54.79秒    |
| 発荷峠                              | 国道103号                       | 終点                             | 鹿角市十和田大湯字大湯                                      |

### 沿線の施設など
大館市
- 青森みちのく銀行大館支店
- 長木川
- いとく大館ショッピングセンター
- 北都銀行 大館駅前支店・大館プラザ支店
- 大館駅前郵便局
- 秋田銀行 大館駅前支店
- 大館市立東中学校
- イオンスーパーセンター大館店
- 大館樹海モール
- 大館樹海ドーム
- 大館市樹海体育館
- 雪沢温泉
  - 清風荘
  - 大館市立老人福祉センタ 四十八滝温泉
  - 大雪
- ゆきさわ産直センター 秋田蕗発祥の地[21]

小坂町
- 秋田県立小坂高等学校
  - 小坂高校前（高速バス・路線バス）バス停
- 小坂町総合博物館郷土館
- 康楽館（国の重要文化財）
- 小坂鉱山事務所（国の重要文化財）
- 七滝（日本の滝百選）

鹿角市
- 笹森展望台
- 発荷峠

#### 小坂線関連施設
小坂製錬（旧小坂鉄道） 小坂線跡
- 岱野駅跡
- 雪沢温泉駅跡
- 新沢駅跡
- 茂内駅跡
- 小坂駅跡